# Stylops bruneri
Stylops bruneri är en insektsart som beskrevs av Pierce 1909. Stylops bruneri ingår i släktet Stylops och familjen stekelvridvingar. Inga underarter finns listade i Catalogue of Life.